# Поперечне (Хабарський район)
Попере́чне (рос. Поперечное) — селище у складі Хабарського району Алтайського краю, Росія. Входить до складу Зятьково-Річенської сільської ради.

## Населення
Населення — 154 особи (2010; 169 у 2002).
Національний склад (станом на 2002 рік):
- росіяни — 87 %